# Czarni Słupsk (boks)
Czarni Słupsk – polski klub bokserski, działający w Słupsku.
W trwających dwa lata edycji drużynowych mistrzostw Polski w boksie 1987–1988 Czarni Słupsk zdobyli brązowy medal. W 1989 r. drużyna zdobyła srebrny medal. W 1990 r. zespół zdobył złoty medal, a po rozpoczęciu rozgrywek sezonu 1991 została wycofana z rozgrywek z powodów finansowych.